# FINA Water Polo World League 2008 (maschile)
La World League maschile di pallanuoto 2008 è stata la 7ª edizione della manifestazione organizzata annualmente dalla FINA. La rassegna si è svolta tra il 23 maggio ed il 22 giugno 2008 in due fasi, un turno preliminare e la cosiddetta Super Final, tenutasi a Genova.
Al turno preliminare hanno partecipato 17 nazionali suddivise in quattro zone geografiche: Europa, Asia/Oceania, Americhe e per la prima volta un girone tutto africano. Hanno conquistato la qualificazione alla Super Final 10 squadre.
La Serbia ha conquistato il primo successo nella rassegna da nazione indipendente, il quarto se si considerano le precedenti vittorie di Jugoslavia e Serbia e Montenegro.

## Turno di qualificazione

### Africa
- Partite disputate a Casablanca (Marocco)

|   | Squadra | Pts | G | V | P | GF | GS | DR  |
| - | ------- | --- | - | - | - | -- | -- | --- |
| 1 | Egitto  | 9   | 3 | 3 | 0 | 59 | 12 | +47 |
| 2 | Algeria | 5   | 3 | 2 | 1 | 31 | 26 | +5  |
| 3 | Marocco | 4   | 3 | 1 | 2 | 30 | 39 | -9  |
| 4 | Tunisia | 0   | 3 | 0 | 3 | 9  | 52 | -43 |

6 giugno
| Marocco | 17 – 6 | Tunisia |
| Egitto  | 16 – 6 | Algeria |

7 giugno
| Tunisia | 1 – 20       | Egitto  |
| Algeria | 10 – 8 (dtr) | Marocco |

8 giugno
| Algeria | 15 – 2 | Tunisia |
| Egitto  | 23 – 5 | Marocco |

### Americhe
Canada e  Stati Uniti qualificate senza dover disputare il torneo di qualificazione.

### Asia/Oceania
- Partite disputate a Tokyo (Giappone)

|   | Squadra       | Pts | G | V | P | GF  | GS  | DR   |
| - | ------------- | --- | - | - | - | --- | --- | ---- |
| 1 | Australia     | 24  | 8 | 8 | 0 | 135 | 30  | +105 |
| 2 | Cina          | 18  | 8 | 6 | 2 | 93  | 64  | +29  |
| 3 | Giappone      | 12  | 8 | 4 | 4 | 71  | 64  | +7   |
| 4 | Nuova Zelanda | 5   | 8 | 6 | 2 | 60  | 118 | -58  |
| 5 | Iran          | 1   | 8 | 0 | 8 | 35  | 118 | -83  |

26 maggio
| Giappone      | 9 – 2  | Iran      |
| Nuova Zelanda | 0 – 25 | Australia |
| Cina          | 18 – 3 | Iran      |
| Giappone      | 5 – 10 | Australia |

27 maggio
| Nuova Zelanda | 5 – 13  | Cina |
| Australia     | 18 – 2  | Iran |
| Nuova Zelanda | 17 – 11 | Iran |
| Giappone      | 6 – 9   | Cina |

28 maggio
| Cina     | 6 – 14 | Australia     |
| Giappone | 14 – 7 | Nuova Zelanda |
| Cina     | 16 – 2 | Iran          |
| Giappone | 15 – 8 | Nuova Zelanda |

29 maggio
| Nuova Zelanda | 11 – 10 (dtr) | Iran |
| Australia     | 19 – 6        | Cina |
| Australia     | 20 – 1        | Iran |
| Giappone      | 7 – 11        | Cina |

30 maggio
| Giappone      | 6 – 13 | Australia     |
| Cina          | 14 – 8 | Nuova Zelanda |
| Nuova Zelanda | 4 – 16 | Australia     |
| Giappone      | 9 – 4  | Iran          |

### Europa I
- Partite disputate a Budua (Montenegro) e Atene (Grecia).

|   | Squadra    | Pts | G | V | P | GF | GS | DR  |
| - | ---------- | --- | - | - | - | -- | -- | --- |
| 1 | Montenegro | 14  | 6 | 5 | 1 | 70 | 55 | +15 |
| 2 | Grecia     | 12  | 6 | 4 | 2 | 57 | 56 | +1  |
| 3 | Croazia    | 8   | 6 | 3 | 3 | 61 | 63 | -2  |
| 4 | Italia     | 2   | 6 | 0 | 6 | 52 | 67 | -15 |

- Italia qualificata alla fase finale in qualità di nazione ospitante.

23 maggio
| Croazia    | 12 – 4 | Grecia |
| Montenegro | 9 – 7  | Italia |

24 maggio
| Italia     | 6 – 9  | Croazia |
| Montenegro | 14 – 6 | Grecia  |

25 maggio
| Grecia     | 13 – 7  | Italia  |
| Montenegro | 13 – 11 | Croazia |

30 maggio
| Croazia | 15 – 14 (dtr) | Italia     |
| Grecia  | 11 – 10       | Montenegro |

31 maggio
| Grecia     | 13 – 5        | Croazia |
| Montenegro | 11 – 10 (dtr) | Italia  |

1º giugno
| Croazia | 9 – 13 | Montenegro |
| Grecia  | 10 – 8 | Italia     |

### Europa II
- Partite disputate a Novi Sad (Serbia) e Portugalete (Spagna).

|   | Squadra | Pts | G | V | P | GF | GS | DR  |
| - | ------- | --- | - | - | - | -- | -- | --- |
| 1 | Serbia  | 18  | 6 | 6 | 0 | 68 | 35 | +33 |
| 2 | Spagna  | 9   | 6 | 3 | 3 | 54 | 56 | -2  |
| 3 | Russia  | 6   | 6 | 2 | 4 | 49 | 68 | -19 |
| 4 | Romania | 3   | 6 | 1 | 5 | 53 | 65 | -12 |

23 maggio
| Serbia  | 10 – 6 | Spagna |
| Romania | 10 – 6 | Russia |

24 maggio
| Serbia | 11 – 9 | Romania |
| Russia | 9 – 6  | Spagna  |

25 maggio
| Serbia  | 12 – 4  | Russia |
| Romania | 10 – 12 | Spagna |

30 maggio
| Spagna | 11 – 8 | Romania |
| Russia | 8 – 13 | Serbia  |

31 maggio
| Serbia | 11 – 3 | Romania |
| Spagna | 14 – 8 | Russia  |

1º giugno
| Russia | 14 – 13 | Romania |
| Spagna | 5 – 11  | Serbia  |

## Super Final
- Partite disputate a Genova (Italia)

### Fase preliminare

#### Gruppo A
|   | Squadra     | Pts | G | V | P | GF | GS | DR  |
| - | ----------- | --- | - | - | - | -- | -- | --- |
| 1 | Stati Uniti | 10  | 4 | 3 | 1 | 45 | 34 | +11 |
| 2 | Montenegro  | 8   | 4 | 3 | 1 | 50 | 36 | +14 |
| 3 | Spagna      | 6   | 4 | 2 | 2 | 28 | 40 | -12 |
| 4 | Italia      | 6   | 4 | 2 | 2 | 53 | 47 | +6  |
| 5 | Cina        | 0   | 4 | 0 | 4 | 30 | 49 | -19 |

16 giugno
| Montenegro  | 15 – 7        | Spagna |
| Stati Uniti | 14 – 15 (dtr) | Italia |

17 giugno
| Stati Uniti | 13 – 9 | Cina   |
| Italia      | 8 – 9  | Spagna |

18 giugno
| Spagna | 8 – 6         | Cina       |
| Italia | 15 – 16 (dtr) | Montenegro |

19 giugno
| Cina   | 7 – 13 | Montenegro  |
| Spagna | 4 – 11 | Stati Uniti |

20 giugno
| Montenegro | 6 – 7  | Stati Uniti |
| Cina       | 8 – 15 | Italia      |

#### Gruppo B
|   | Squadra   | Pts | G | V | P | GF | GS | DR  |
| - | --------- | --- | - | - | - | -- | -- | --- |
| 1 | Serbia    | 12  | 4 | 4 | 0 | 63 | 18 | +45 |
| 2 | Australia | 9   | 4 | 3 | 1 | 50 | 27 | +23 |
| 3 | Canada    | 6   | 4 | 2 | 2 | 37 | 28 | +9  |
| 4 | Grecia    | 3   | 4 | 1 | 3 | 38 | 34 | +4  |
| 5 | Egitto    | 0   | 4 | 0 | 4 | 3  | 83 | -80 |

16 giugno
| Australia | 21 – 0 | Egitto |
| Serbia    | 10 – 9 | Grecia |

17 giugno
| Egitto    | 2 – 14 | Grecia |
| Australia | 11 – 7 | Canada |

18 giugno
| Grecia | 6 – 9  | Canada |
| Egitto | 0 – 31 | Serbia |

19 giugno
| Canada | 4 – 11 | Serbia    |
| Grecia | 9 – 13 | Australia |

20 giugno
| Serbia | 11 – 5 | Australia |
| Canada | 17 – 1 | Egitto    |

### Fase finale

#### Finale 9º-10º posto
21 giugno
| Cina | 23 – 5 | Egitto |

#### Gare 5º-8º posto
|  | Semifinali | Semifinali | Semifinali |        |        | 5º-6º posto | 5º-6º posto | 5º-6º posto |  |
|  |            |            |            |        |        |             |             |             |  |
|  | Canada     | Canada     | 10         |        |        |             |             |             |  |
|  | Canada     | Canada     | 10         |        |        |             |             |             |  |
|  | Italia     | Italia     | 8          |        |        |             |             |             |  |
|  | Italia     | Italia     | 8          |        | Canada | Canada      | 9           |             |  |
|  |            |            |            |        | Canada | Canada      | 9           |             |  |
|  |            |            | Spagna     | Spagna | 10     |             |             |             |  |
|  | Spagna     | Spagna     | Spagna     | Spagna | 10     | 11          |             |             |  |
|  | Spagna     | Spagna     |            |        |        | 11          |             |             |  |
|  | Grecia     | Grecia     | 10         |        |        | 7º-8º posto | 7º-8º posto | 7º-8º posto |  |
|  | Grecia     | Grecia     | 10         |        |        |             |             |             |  |
|  |            |            |            |        |        |             |             |             |  |
|  |            |            |            |        |        | Italia      | Italia      | 11          |  |
|  |            |            |            |        |        | Italia      | Italia      | 11          |  |
|  |            |            |            |        |        | Grecia      | Grecia      | 7           |  |

#### Gare 1º-4º posto
|  | Semifinali  | Semifinali  | Semifinali  |             |        | Finale          | Finale          | Finale          |  |
|  |             |             |             |             |        |                 |                 |                 |  |
|  | Serbia      | Serbia      | 13          |             |        |                 |                 |                 |  |
|  | Serbia      | Serbia      | 13          |             |        |                 |                 |                 |  |
|  | Montenegro  | Montenegro  | 3           |             |        |                 |                 |                 |  |
|  | Montenegro  | Montenegro  | 3           |             | Serbia | Serbia          | 7               |                 |  |
|  |             |             |             |             | Serbia | Serbia          | 7               |                 |  |
|  |             |             | Stati Uniti | Stati Uniti | 3      |                 |                 |                 |  |
|  | Stati Uniti | Stati Uniti | Stati Uniti | Stati Uniti | 3      | 11              |                 |                 |  |
|  | Stati Uniti | Stati Uniti |             |             |        | 11              |                 |                 |  |
|  | Australia   | Australia   | 10          |             |        | Finale 3º posto | Finale 3º posto | Finale 3º posto |  |
|  | Australia   | Australia   | 10          |             |        |                 |                 |                 |  |
|  |             |             |             |             |        |                 |                 |                 |  |
|  |             |             |             |             |        | Montenegro      | Montenegro      | 7               |  |
|  |             |             |             |             |        | Montenegro      | Montenegro      | 7               |  |
|  |             |             |             |             |        | Australia       | Australia       | 8               |  |

## Classifica finale
| Vincitore World League (4º titolo) | Vincitore World League (4º titolo) |
| ---------------------------------- | ---------------------------------- |
| SERBIA                             |                                    |
| Posizione                          | Squadra                            |
| 2                                  | Stati Uniti                        |
| 3                                  | Australia                          |
| 4                                  | Montenegro                         |
| 5                                  | Spagna                             |
| 6                                  | Canada                             |
| 7                                  | Italia                             |
| 8                                  | Grecia                             |
| 9                                  | Cina                               |
| 10                                 | Egitto                             |

## Classifica marcatori
|  | Gol | Marcatore          | Squadra     |
|  | --- | ------------------ | ----------- |
|  | 23  | Aleksandar Šapić   | Serbia      |
|  | 17  | Tony Azevedo       | Stati Uniti |
|  | 16  | Blai Mallarach     | Spagna      |
|  |     | Andrija Prlainović | Serbia      |
|  | 14  | Fotis Blanis       | Grecia      |
|  | 12  | Leonardo Sottani   | Italia      |
|  | 11  | Pietro Figlioli    | Australia   |
|  |     | Valentino Gallo    | Italia      |
|  | 10  | Evangelos Delakas  | Grecia      |

## Fonti
- Risultati ufficiali sul sito della FIN, su federnuoto.it (archiviato dall'url originale il 2 ottobre 2008).
- (EN) Risultati ufficiali sul sito della FINA, su fina.org (archiviato dall'url originale il 24 settembre 2015).